# Helensburgh (Australië)
Helensburgh is een plaats in de Australische deelstaat New South Wales en telt 5503 inwoners (2006).